# مريم فيبي دي فوس
مريم فيبي دي فوس (بالإنجليزية: Miriam Phoebe de Vos)‏ هي عالمة نبات جنوب أفريقية، ولدت في 1912 في Zastron ‏ في جنوب أفريقيا، وتوفيت في 2005 في Stellenbosch Local Municipality ‏ في جنوب أفريقيا.